# معركة ابانات
معركة أبانات، معركة حصلت في عام 1239 هـ بين العمارات من عنزة بقيادة مشعان بن هذال ضد قبيلة مطير بقيادة فيصل بن وطبان الدويش وحُلفائهم الدغيرات من شمر بقيادة ابن سعيد في أبانات بالقرب من منطقة القصيم، انتهت المعركة بانتصار العمارات من عنزة على مطير وحُلفائهم شمر .

## القصة
بعد أن طلب ابن عريعر والعرب المجاورون له من مشعان بن هذال الرجوع إلى دياره بسبب استيطان قبيلتي حرب ومطير في ديار عنزة، تصادمت قبيلة عنزة مع قبيلة مطير وحلفائهم من شمر في منطقة أبانات بالقرب من القصيم. انتهت المعركة بانتصار قبيلة عنزة على مطير وأخذوا إبلهم، التي كانت تعود لرؤساء قبيلة مطير، وكذلك إبل الدغيرات الملقبة بالزحيفات.
قال الشيخ مشعان بن هذال في وصف المعركة:
ياحيلن راكب الى لجلجني
عوصن لهن مع نازح البيد مرمال
الى مشن مديدهن ما يوني
لكن حاديهن مع الدو خيال
والعصر عند صويحبي بركني
والظهر عند صخيف اللون مقيال
لاجيت موضي يامناي ومظني
أبو ثمان كنهن در الاجهال
وقله تراها طالق الحبل مني
اللي قصيده يلعبه كل رجال
معركة أبانات هي جزء من سلسلة حروب عرفتها المنطقة بين قبيلتي عنزة ومطير، وانتهت بانتصار عنزة وإجلاء مطير من مناطقها.